# Butherium scabricolle
Butherium scabricolle là một loài bọ cánh cứng trong họ Cerambycidae.